# گرمایش ژول

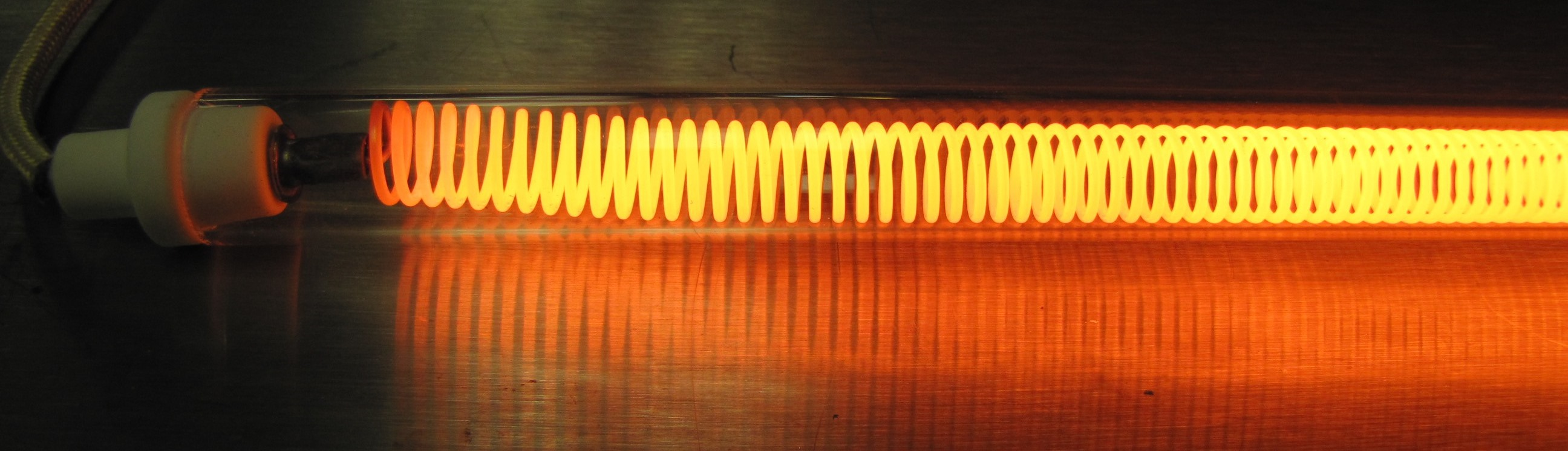
یک المنت که فروزندگی زرد تا قرمز دارد

گرمایش ژول (انگلیسی: Joule heating) یا گرمایش اهمی فرایندی است که در آن، گذر جریان الکتریکی در رسانا، گرما تولید می‌کند.
بر پایه قانون اول ژول که با نام قانون ژول-لنز نیز شناخته می‌شود، توان گرمایشی تولیدشده در رسانای الکتریکی با ضرب مقاومت آن در توان دوم جریان نسبت دارد:
{\displaystyle P\propto I^{2}\cdot R}